# Institut Henri Poincaré

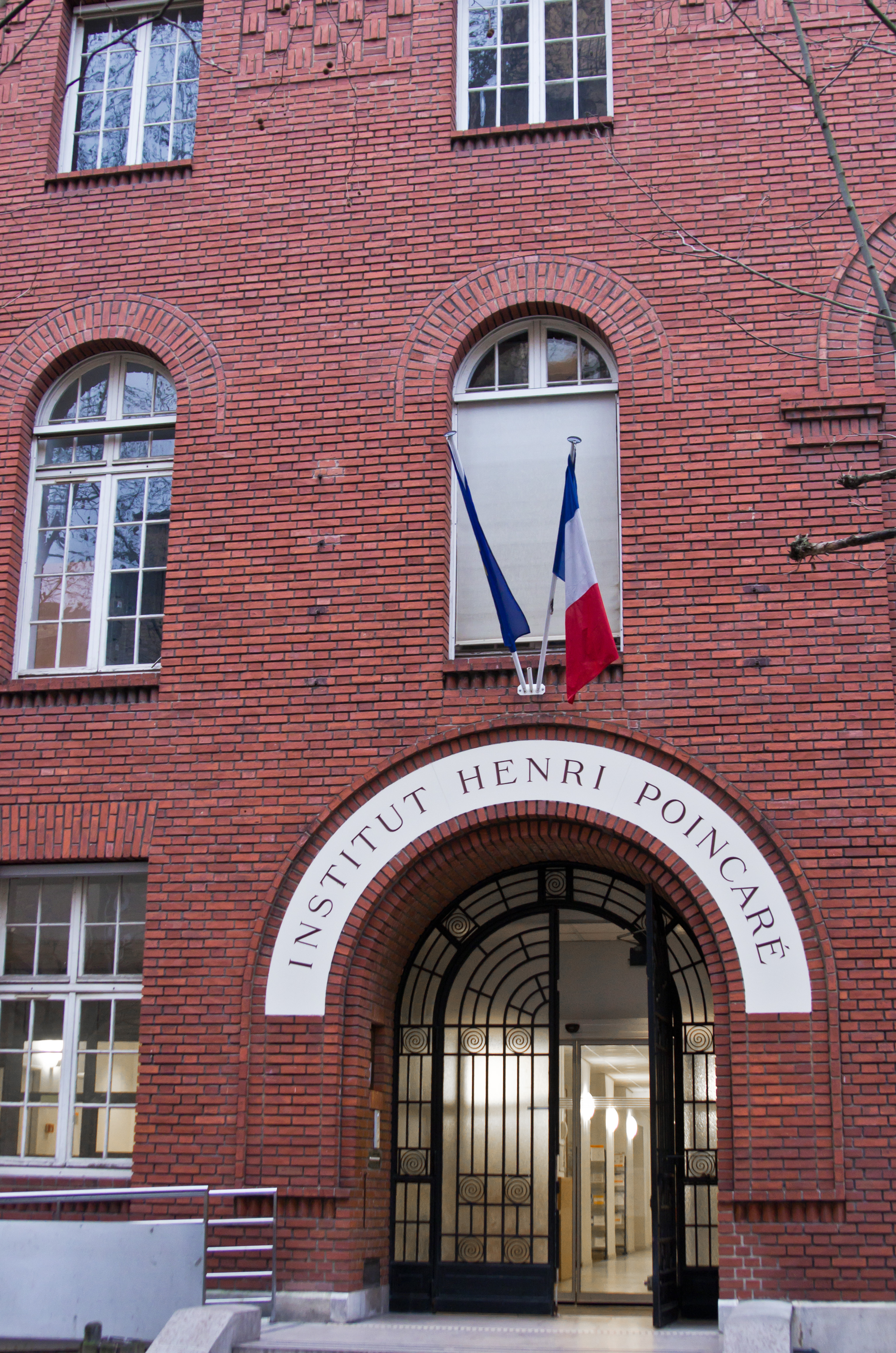
Entrada principal a l'institut.

L'Institut Henri Poincaré, en francès Institut Henri-Poincaré conegut també per l'acrònim IHP, és un institut de recerca matemàtica que es troba al cinquè districte de París, França, al turó de Sainte-Geneviève, prop d'altres centres d'educació superior comp la École Normale Supérieure (ENS) i parts del Collège de France. L'institut s'opera com una "école interne" de la Universitat de Paris VI: Pierre i Marie Curie amb associació amb el Centre Nacional de la Recerca Científica.

## Història
Després de la Primera Guerra Mundial, el matemàtics Émile Borel a França i George Birkhoff als Estats Units van convèncer financers francesos i estatunidencs (Edmond de Rothschild i la Fundació Rockefeller) per promoure un centre per a ensenyar i realitzar intercanvis internacionals centrat en els camps de les matemàtiques i física teòrica. L'institut va ser inaugurat el 17 de novembre de 1928 i va ser anomenat en honor del matemàtic francès Henri Poincaré (1854-1912).

## Directors
- 1928-1948 : Émile Borel
- 1949-1986 : Paul Belgodère
- 1990-1994 : Pierre Grisvard
- 1994-1995 : Joseph Oesterlé
- 1999-2008 : Michel Broué
- Des de 2009 : Cédric Villani